# 6623 Trioconbrio
A 6623 Trioconbrio (ideiglenes jelöléssel (6623) 1979 MY2) a Naprendszer kisbolygóövében található aszteroida. Eleanor F. Helin és Schelte J. Bus fedezte fel 1979. június 25-én.